# Proceratophrys subguttata
Proceratophrys subguttata är en groddjursart som beskrevs av Izecksohn, Cruz och Peixoto 1999. Proceratophrys subguttata ingår i släktet Proceratophrys, och familjen Cycloramphidae. IUCN kategoriserar arten globalt som livskraftig. Inga underarter finns listade.